# Ptyodactylus oudrii
Espèce
Statut de conservation UICN

 LC  : Préoccupation mineure
Ptyodactylus oudrii est une espèce de geckos de la famille des Phyllodactylidae.

## Répartition
Cette espèce se rencontre dans l'ouest de la Tunisie, en Algérie, au Maroc et au Sahara occidental.

## Étymologie
Cette espèce est nommée en l'honneur d'Émile Oudri.

## Publication originale
- Lataste, 1880 : Diagnoses de reptiles nouveaux d’Algérie. Le Naturaliste, vol. 1, p. 299+306-307 (texte intégral).